# Simón Blech
Simón Blech (Sansón León Júpiter Blech) (25 de enero de 1924, Polonia -12 de octubre de 1997, Buenos Aires, Argentina) fue un director de orquesta y violinista argentino nacido en Polonia.

## Biografía
Nació en Polonia, estableciéndose en Argentina de niño e iniciándose en la música como violinista de tango. Estudió en el Conservatorio Nacional perfeccionándose con Teodoro Fuchs y en Europa con Hermann Scherchen. Discípulo de Ljerko Spiller, fue primero violinista de las orquestas de tango de Osvaldo Fresedo y Lucio Demare e integró también la orquesta de Vieri Findanzini.
En 1956 debutó como director con la Orquesta Filarmónica de Chile, fue uno de los fundadores de la Orquestra Filarmónica de São Paulo en Brasil y dirigió asiduamente la Orquesta Filarmónica de Buenos Aires, la Orquesta Sinfónica Nacional y la Orquesta Estable del Teatro Colón donde dirigió a Martha Argerich, Friedrich Gulda y Yehudi Menuhin, entre otros solistas, además de óperas como "El holandés errante" (con David Ward) de Wagner (1973); "Un ballo in maschera" de Verdi (1976), "Guerra y paz" de Prokófiev (1984) y "La zapatera prodigiosa" de Juan José Castro (1986) y como director de espectáculos coreográficos.
Fue director de la orquesta sinfónica de Bahía Blanca entre 1956-59, de la orquesta sinfónica de Rosario, Córdoba, Montevideo y en Caracas de la Orquesta Sinfónica Simón Bolívar, así como de la Orquesta Sinfónica de Colombia.
En 1995 encomendó al compositor argentino Gabriel Senanes la obra "Hércules en la perfumería", que fue dedicada a y estrenada por el propio Blech y la Orquesta Sinfónica Nacional el 7 de junio de ese mismo año.
Dirigió también en Alemania, Suiza, España y Rusia. 
Recibió el Diploma al Mérito de los Premios Konex en 1989 por  su trayectoria como director de orquesta. 
Falleció de cáncer de páncreas a los 73 años.